# Collection Kinkajou
La collection Kinkajou est une collection littéraire de l'éditeur Gallimard Jeunesse.

## Histoire
La collection est créée en 1974 par Pierre Marchand, dans le cadre du développement d'un département Gallimard Jeunesse, fondé en 1972.
Slogan de la collection en 1976 : "Des jeux et des activités pour tous" et "Une collection de poche d'activités en couleurs"
Les derniers titres paraissent en 1978.
Au total, 48 titres ont été édités.
La collection a été animée par Pierre Marchand et Jean Olivier, tous deux directeur de publication.
L'ISSN est 0335-685X 

## Liste des titres publiés[1]
(la numérotation apparaît sur le livre)
- 1. Marie-Françoise Héron, Laine et tricotins. Dessins d'Ardea. Gallimard, Kinkajou, 1974.
- 2. Annie et Michel Politzer, Cabane des champs. Gallimard, Kinkajou, 1974.
- 3. Jean-Paul Mouvier, Cerfs-volants. Gallimard, Kinkajou, 1974.
- 4. Christiane Neuville, Le modelage. Gallimard, Kinkajou, 1974.
- 5. Sophie Laverrière, Chasseur d'images. Gallimard, Kinkajou, 1974.
- 6. Maurice Pipard, Jouer en voyage. Dessins d'Alain Lachartre. Gallimard, Kinkajou, 1974.
- 7. Maurice Pipard, Jouer à la maison. Dessins de Nicole Claveloux. Gallimard, Kinkajou, 1974.
- 8. Vera Brody, Marie-Françoise Héron, En un tournemain. Dessins de Christiane Neuville et Ardea. Gallimard, Kinkajou, 1974.
- 9. Christiane Neuville, 71 tours de magie. Gallimard, Kinkajou, 1975.
- 10. Marie-Françoise Héron, Michèle Rivol, Béatrice Tanaka, Joyeux papiers. Gallimard, Kinkajou, 1975.
- 11. Marc Pierre Gilles Berthier, Des nœuds pour tout faire. Gallimard, Kinkajou, 1975.
- 12. Jean-Olivier Héron, avec Alain Kerdudo et le Centre nautique de l'île d'Yeu, A l'école de la voile. Gallimard, Kinkajou, 1975.
- 13. Jean Girousse, Philippe Dollin, Cyclomoteurs. Mécanique pratique et évasion. Illustration d'Alain Dufourq. Gallimard, Kinkajou, 1975.
- 14. Sophie Laverrière, Photo : trucages et photogrammes. Dessins de Nicole Claveloux. Gallimard, Kinkajou, 1975.
- 15. Paul Boyer, Guide du jeune pêcheur. Illustrations de Henri Deuil. Gallimard, Kinkajou, 1975.
- 16. Elisabeth Nossert, Guide des arbres. Illustrations de Georges Lemoine. Gallimard, Kinkajou, 1975.
- 17. Jean-Paul Mouvier, Moteurs à faire soi-même. Illustrations de Christiane Neuville. Gallimard, Kinkajou, 1975.
- 18. Annie et Michel Politzer, Vivre en indiens. Gallimard, Kinkajou, 1975.
- 19. Claude-Marcel Laurent, 50 tours et jeux de cartes. Illustrations de Fernando Puig Rosado. Gallimard, Kinkajou, 1975.
- 20. Bernard Nominé, Sifflets, flutes et percussions. Illustrations de Rodica Prato. Gallimard, Kinkajou, 1975.
- 21. Christine de Coninck, Michèle Davidovici, Les gestes qui sauvent. Illustrations de Devis Grévu. Gallimard, Kinkajou, 1975.
- 22. Alphonse de Crac, Manuel des farces et attrapes. Illustrations de Jean-Louis Besson. Gallimard, Kinkajou, 1975.
- 23. Christiane Neuville, J'imprime en couleurs. Photographies de Sophie Laverrière. Gallimard, Kinkajou, 1975.
- 24. Annie et Michel Politzer, Vivre en robinson. Gallimard, Kinkajou, 1975.
- 25. Jean-Paul Mouvier, Sois l'inventeur. Illustrations de Christiane Neuville et photographies de Sophie Laverrière. Gallimard, Kinkajou, 1975.
- 26. Marie-Rose Lortet et Jacques Lortet, Décorez votre chambre. Photographies de Jean-Marc Froment. Gallimard, Kinkajou, 1975.
- 27. Annie et Michel Politzer, Maquettes animées. Gallimard, Kinkajou, 1976.
- 28. Jacques Le Scanff et Rolande Causse, Marie-Françoise Héron, Déguisez-vous. Dessins d'Ardea. Gallimard, Kinkajou, 1976.
- 29. Michèle Rivol, Amie nature. Photographies de Sophie Laverrière. Gallimard, Kinkajou, 1976.
- 30. Sophie Laverrière, Christiane Neuville, La cuisine est une fête. Gallimard, Kinkajou, 1976.
- 31. Maurice Pipard, Les jeux du bord de l'eau. Dessins d'Alain Lachartre. Gallimard, Kinkajou, 1976.
- 32. Michèle Rivol, Bouts de bois. Photographies de Sophie Laverrière. Gallimard, Kinkajou, 1976.
- 33. Françoise Lepeuve, Détectives et agents secrets. Dessins de Nicole Claveloux. Gallimard, Kinkajou, 1976.
- 34. José Garcimore, Les secrets du magicien. Illustrations de Fernando Puig Rosado. Gallimard, Kinkajou, 1976.
- 35. Sylvestre Joly, La jonglerie. Illustrations de Rodica Prato. Gallimard, Kinkajou, 1976.
- 36. Roger Aquilanin, Bernard Planche, Courir sauter lancer. Illustrations de Roger Blachon. Gallimard, Kinkajou, 1976.
- 37. Pierre Martel, Jeune judoka. Illustrations de Claude Fradet. Gallimard, Kinkajou, 1976.
- 38. Roger Aquilanin, Bernard Planche, Savoir bien nager. Dessins d'Alain Lachartre. Gallimard, Kinkajou, 1976.
- 39. Jean Girousse, Philippe Dollin, Vive le vélo. Illustrations de Michèle Trumel. Gallimard, Kinkajou, 1976.
- 40. Bernard Planche, Pour mieux jouer au football. Illustrations de René Biosca. Gallimard, Kinkajou, 1976.
- 41. Claude-Marcel Laurent, Un animal à la maison. Illustrations de Claude Lapointe. Gallimard, Kinkajou, 1976.
- 42. Michel Politzer, Le Tissage. Gallimard, Kinkajou, 1976.
- 43. Christiane Neuville, Avec des chiffons. Gallimard, Kinkajou, 1977.
- 44. Jean-Paul Mouvier, Antoine Dralec, L'atelier du potier. Illustrations de Christiane Neuville et photographies de Sophie Laverrière. Gallimard, Kinkajou, 1977.
- 45. Michèle Rivol, Papiers mâchés, pliés, collés. Photographies de Sophie Laverrière. Gallimard, Kinkajou, 1977.
- 46. Michel Politzer, Jeux pour un jour de fête. Gallimard, Kinkajou, 1977.
- 47. Michel Politzer, Avec du plâtre. Gallimard, Kinkajou, 1978.
- 48. Dominique Denis, Découvrez le cirque. Illustrations de Claire Cormier. Gallimard, Kinkajou, 1978.

## Sources
- « CNLJ - La joie par les livres », sur bnf.fr (consulté le 8 janvier 2024)